# Casa de Vecindad
Za film, pogledajte „Casa de Vecindad (film)”.
Casa de Vecindad [ˈkasa ðe βesindað] („kuća u susjedstvu”) meksička je telenovela iz 1964. Epizode traju po 30 minuta. Ova serija se također naziva La Vecindad.
Glavnu glumačku ulogu u ovoj telenoveli imala je producentica Julissa; drugi slavni glumci su se također pojavili u seriji: Jacqueline Andere, Enrique Álvarez Félix i Ofelia Guilmáin. Andere i Félix su kasnije zajedno glumili u trileru imenom La casa del pelícano.